# Karlo Dalmatin
Karlo Dalmatin (* 30. Juli 1980) ist ein kroatischer Poolbillardspieler.

## Karriere

### Einzel
Im März 2009 gelang Dalmatin bei den Italy Open erstmals der Einzug in die Finalrunde eines Euro-Tour-Turniers, bei der er jedoch in der Runde der letzten 32 gegen Ralf Souquet ausschied. Bei den Portugal Open 2009 erreichte er das Viertelfinale, das er mit 8:9 gegen den späteren Turniersieger Daryl Peach verlor. Im April 2010 nahm er in Zagreb zum ersten Mal an der Europameisterschaft teil. Dort belegte er im 14/1 endlos den 65. Platz. Nachdem er bei den Italy Open 2010 das Achtelfinale erreicht hatte, nahm er im Juni 2010 erstmals an der 9-Ball-Weltmeisterschaft teil, bei der er in der Runde der letzten 64 gegen Christian Reimering ausschied. Im August 2010 zog er bei den Finland Open ins Viertelfinale ein.
Im Februar 2011 erreichte Dalmatin das Achtelfinale der 8-Ball-WM, in dem er dem Iraner Takhti Zarekani mit 4:9 unterlag. Bei der EM 2011 kam er im 9-Ball und im 10-Ball auf den 33. Platz. Bei der 10-Ball-WM 2011 schied er in der Runde der letzten 64 gegen Dang Jinhu aus, bei der 9-Ball-WM 2011 verlor er im Sechzehntelfinale gegen den späteren Weltmeister Yukio Akakariyama.
Im März 2012 schaffte es Dalmatin bei der Europameisterschaft erstmals in die Finalrunde. Er erreichte im 14/1 endlos und im 10-Ball das Sechzehntelfinale. Auf der Euro-Tour erreichte er 2012 das Achtelfinale der Austria Open sowie das Viertelfinale der European Open.

### Mannschaft
Nachdem Dalmatin 2013 mit dem BC Oberhausen deutscher Meister geworden war, wechselte er zum Zweitligisten PBC Schwerte 87, mit dem er 2014 in die 1. Bundesliga aufstieg und 2015 deutscher Meister wurde.
Dalmatin nahm bislang fünfmal am World Cup of Pool teil. Nachdem er 2010 gemeinsam mit Philipp Stojanovic in der ersten Runde ausgeschieden war, bildete er 2011 gemeinsam mit Ivica Putnik das kroatische Team, das erneut in der ersten Runde verlor. Auch in den folgenden Jahren schied er in der ersten Runde aus; 2012 gemeinsam mit Stojanovic sowie 2013 und 2014 mit Putnik.
Mit der kroatischen Nationalmannschaft schied er 2010 und 2012 in der Vorrunde der Team-Weltmeisterschaft aus.